# Arash Hejazi
Arash Hejazi ( آرش حجازی) (Teerã, 1971), é um médico, escritor e tradutor de obras literárias do inglês e do português para o idioma persa. Ele também é editor da Caravan Books Publishing House (Irã) e da  Book Fiesta Literary Magazine.